# Wólka Czerwińska
Wólka Czerwińska – wieś w Polsce położona w województwie mazowieckim, w powiecie ostrołęckim, w gminie Czerwin.
Dawnej Wólka.
Wólka Czerwińska jest niewielką wsią, o charakterze ulicówki, złożoną z 16 domów, zamieszkaną przez ok. 45 osób, sąsiaduje z wsiami Załuski, Dobki Nowe i Dobki Stare.
Miejscowość jest położona 2 kilometry od ciągu komunikacyjnego dróg powiatowych Gostery – Piski – Czerwin – Borek – Suchcice – Goworowo – Ponikiew, na odcinku Gumki – Żochy,
Okolicę osady stanowią głównie pola uprawne, a także łąki, niewielkie laski oraz większy las nazwany przez miejscowych „Borek”.
Wierni kościoła rzymskokatolickiego należą do parafii Trójcy Przenajświętszej w Czerwinie.

## Historia
W latach 1921 – 1939 wieś leżała w województwie białostockim, w powiecie łomżyńskim, w gminie Piski.
Według Powszechnego Spisu Ludności z 1921 roku wieś zamieszkiwało 96 osób w 15 budynkach mieszkalnych. Miejscowość należała do parafii rzymskokatolickiej w Pisakch. Podlegała pod Sąd Grodzki w Ostrołęce i Okręgowy w Łomży; właściwy urząd pocztowy mieścił się w Piskach.
W wyniku napaści ZSRR na Polskę we wrześniu 1939 miejscowość znalazła się pod okupacją sowiecką. Od czerwca 1941 roku pod okupacją niemiecką. Od 22 lipca 1941 do 1945 włączona w skład Landkreis Lomscha, Bezirk Bialystok III Rzeszy. W latach 1975–1998 miejscowość administracyjnie należała do województwa łomżyńskiego.